# Coll de Vilallarga
El Coll de Vilallarga és una muntanya de 285 metres que es troba a la Serra de Godall, dins del terme municipal de Godall, a la comarca catalana del Montsià.

## Particularitats
Aquest turó de forma regular es troba al vessant oest de la Serra de Godall, separat de la serra. Domina una part de la plana que s'estén entre la serra de Godall i els Ports de Beseit.